# Бланди (Сена и Марна)
Бланди (фр. Blandy) је насељено место у Француској у региону Париски регион, у департману Сена и Марна.
По подацима из 2011. године у општини је живело 735 становника, а густина насељености је износила 52,43 становника/km².

## Демографија
| 1962. | 1968. | 1975. | 1982. | 1990. | 2011. |
| ----- | ----- | ----- | ----- | ----- | ----- |
| 611   | 620   | 561   | 609   | 667   | 735   |